# Nova Lima
Nova Lima este un oraș în Minas Gerais (MG), Brazilia.